# Датская велосипедная премия
Датская велосипедная премия (дат. Danish Bike Award) — ежегодная церемония награждения, проводившаяся с 2009 по 2019 год. Её целью было чествование и прославление велосипедного спорта в Дании.
Последняя церемония награждения состоялась 15 ноября 2019 года в Ballerup Super Arena. По словам организатора, CEC Event, причиной прекращения церемонии стало отсутствие поддержки со стороны элиты и спонсоров.

## Лауреаты премии

### 2019
- Лучший гонщик года (мужчины) — Якоб Фульсанг
- Лучший гонщик года (женщины) — Сесилие Уттруп Лудвиг[дат.]
- Лучший трековый гонщик года — Лассе Норман Хансен
- Лучший гонщик года в индивидуальной гонке — Каспер Асгрин
- Лучший гонщик года в кроссе — Йошуа Гудниц[дат.]
- Велосипедист года в MTB — Себастьян Фини
- Велосипедное событие года — Чемпионат мира по велокроссу[англ.] в Богенсе[дат.]
- Клуб года — HMIF Haderslev MTB
- Талант года — Мие Саабюе[дат.]
- Профиль года — Мадс Педерсен
- Велосипедист поддержки года — Микаэль Мёркёв[2]

### 2018
- Лучший шоссейный гонщик года (мужчины) — Михаэль Вальгрен
- Лучшая шоссейная гонщица года (женщины) — Амалие Дидериксен[дат.]
- Лучшая трековая гонщица года — Юли Лет[англ.] и Амали Дидериксен
- Лучший гонщик года в гонке на время — Миккель Бьерг
- Лучший гонщик года в кроссе — Себастьян Фини
- Велосипедист года в MTB — Анника Лангвад
- Велосипедное мероприятие года — MTB Bissen
- Клуб года — Holbæk Cykelsport[дат.]
- Талант года — Миккель Бьерг
- Профиль года — Михаэль Вальгрен
- Боец года — Кристиан Юул Андреасен[3]